# José García (beisbolista)
José Luis García (nacido el 7 de enero de 1985 en Dajabón) es un lanzador dominicano que jugó en las Grandes Ligas de Béisbol por un breve periodo para los Marlins de la Florida durante la temporada 2006.
García pasó parte de dos temporadas en la liga menor de béisbol de los Marlins de la Florida antes de hacer su debut en Grandes Ligas el 11 de septiembre de 2006. En seis diferentes niveles de ligas menores, registró un récord de 16-15 con 248 ponches y una efectividad de 3.37 en 40 aperturas. Hizo cinco apariciones para Florida, permitiendo seis carreras con ocho ponches y una efectividad de 4.91 en 11.0 innings de trabajo como relevista.
García también representó a los Marlins en el Juego de Futuras Estrellas de 2006 en el PNC Park.
García quedó fuera durante la temporada 2007 después de someterse a una cirugía Tommy John. Fue reclamado en waivers por los Atléticos de Oakland el 11 de octubre de 2007. El 5 de diciembre de 2007, García fue designado para asignación. Se convirtió en agente libre al final de la temporada 2008, después de jugar en sólo 11 partidos.